# ビサヤ諸島

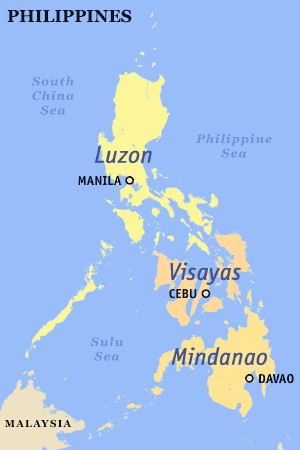
ルソン島とミンダナオ島の間にある島々がビサヤ。中心都市はセブ

ビサヤ諸島（ビサヤしょとう、英語：Visayas、タガログ語：Kabisayaan カビサヤアン）は、フィリピン中部、ルソン島とミンダナオ島にはさまれた海域にある島々。ヴィサヤ諸島とも表記。中心都市は、フィリピン第2の大都市圏「メトロ・セブ」の中核であるセブ市。

## 地理
北部のルソンと南部のミンダナオに並ぶ、フィリピン国土の重要な三つのブロックのうちの一つとして、フィリピンの国旗の3個の星に象徴されている。面積は約7万1503平方km。

### 構成する島
ビサヤ諸島を構成する大きな島は以下のとおり。
- パラワン島　Palawan
- パナイ島　Panay
- ネグロス島　Negros
- セブ島　Cebu
- ボホール島　Bohol
- レイテ島　Leyte
- サマール島　Samar

## 歴史

### 伝説
伝説によれば、ボルネオの領主（Datu、首長）マカトゥナウの暴政から逃れて10人の領主達とその民がパナイ島にたどり着いた。彼らはアティ族に島々に定住することを許され、法典を作った。これがビサヤの人々の祖先であるという。彼らの到着を祝う祭りがパナイ島北部のアクラン州の州都カリボで行われているアティ・アティハンの祝祭（Ati-Atihan）である。
これらの伝説はペドロ・アルカンタラ・モンテクラロが1907年に古老から聞き書きして出版した物語『マラグタス』（Maragtas）で有名になった。後のフィリピン民族主義の興隆と共に「マラグタス」もフィリピン民族の歴史観に影響を与えるようになり、1960年代までは小学校でスペイン人渡来前のフィリピン史として教えられたこともあったが、これはいくらか史実を反映しているとはいえあくまでモンテクラロによる物語であり、真実の歴史として捉えることはできない。

### 海のシルクロード
古くから中国・東南アジア・アラブに至る「海のシルクロード」交易の拠点である。

### スペインによる征服
スペインによる征服もここから始まり、今でもスペイン植民地時代の宗教的・文化的遺産を多く残す。ビサヤ諸島は15世紀に相次いでこの地を訪れたスペインの航海者と接触した。1521年に世界一周の途上訪れたフェルディナンド・マゼラン、1543年に訪れてこれら諸島に「フィリピン」の名をつけたルイ・ロペス・デ・ビリャロボス、そして1565年に来航しフィリピンを征服したミゲル・ロペス・デ・レガスピらはビサヤ諸島を探検しこれをスペイン領にしようとした。なかでも、レガスピはビサヤ諸島の征服と植民地化に成功し、セブ市をフィリピン初の植民都市とした。

## 行政区分
ビサヤ諸島は3つの地方に分かれ、全部で16の州がある。（パラワン州の編入で17州）

### 西ビサヤ地方
西ビサヤ地方（Western Visayas, Region VI）はパラワン島、パナイ島、ネグロス島西部が主な範囲である。パラワン島は2005年にルソン島南部の諸島で構成されるミマロパ地方から移管された。主にイロンゴ語が話される。
- パナイ島
  - アクラン州
  - アンティーケ州
  - カピス州
  - イロイロ州
  - ギマラス州（1992年にイロイロ州から分離）
- ネグロス島
  - 西ネグロス州
- パラワン島
  - パラワン州 （2005年5月23日から：ただし大統領令の実行が遅らされているため、まだミマロパ地方にとどまっている）

### 中部ビサヤ地方
中部ビサヤ地方（Central Visayas, Region VII）はセブ島、ボホール島、ネグロス島東部が主な範囲である。主にセブアノ語が話される。
- ボホール島
  - ボホール州
- セブ島
  - セブ州
- シキホル島
  - シキホル州
- ネグロス島
  - 東ネグロス州

### 東ビサヤ地方
東ビサヤ地方（Eastern Visayas, Region VIII）はレイテ島、サマール島、ビリラン島が主な範囲である。主にワライ語が話される。
- レイテ島
  - レイテ州
  - 南レイテ州
- サマール島
  - 東サマル州
  - 北サマル州
  - サマル州
- ビリラン島
  - ビリラン州

## 産業
珊瑚礁や砂浜に囲まれた島が無数に点在し、リゾートとしても有望。地域の商業・工業・観光の中心都市は、首都圏メトロ・マニラに次ぐフィリピン第2の大都市圏「メトロ・セブ」の中核であるセブ市。

## 住民

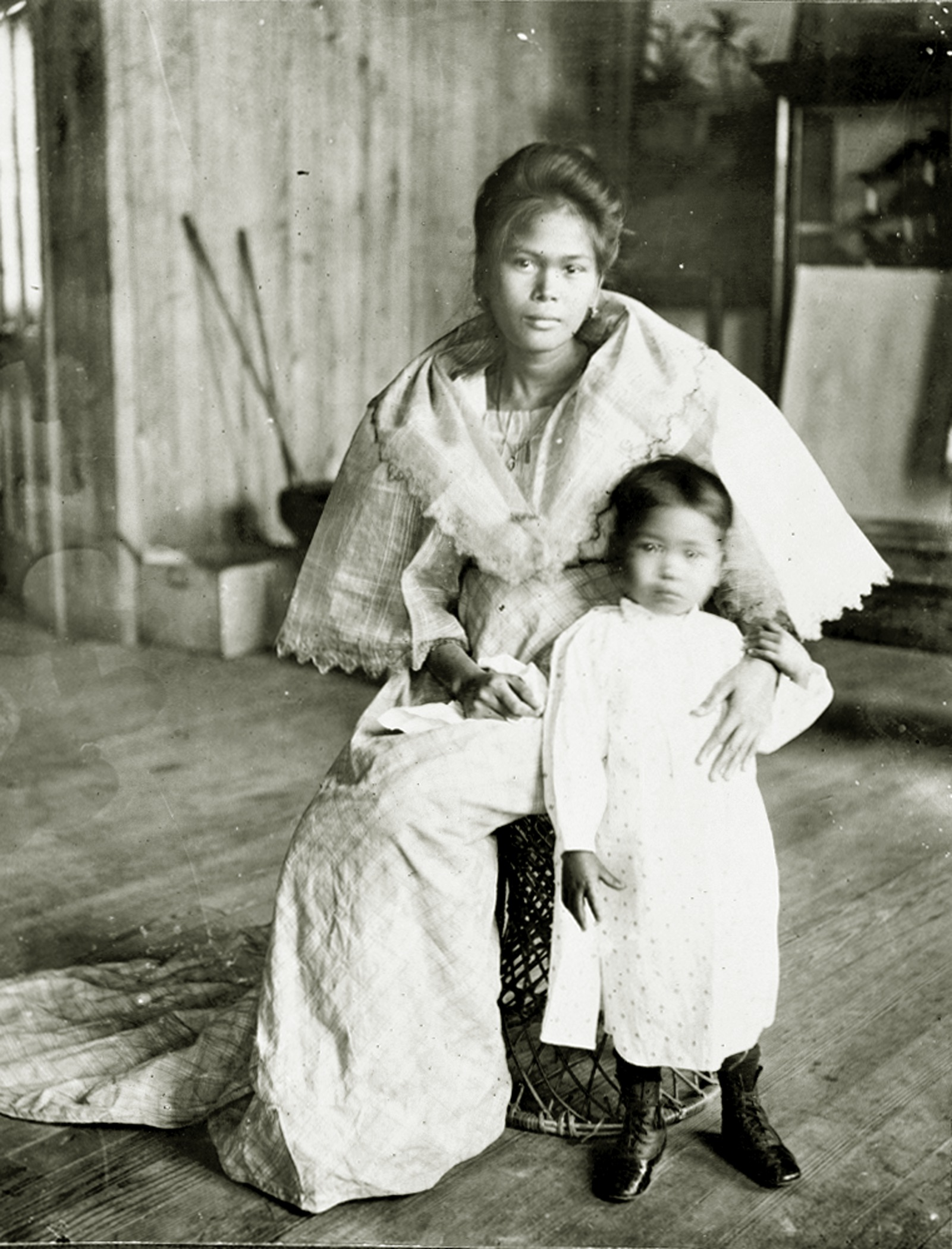
ビサヤの女性と子供。1904年

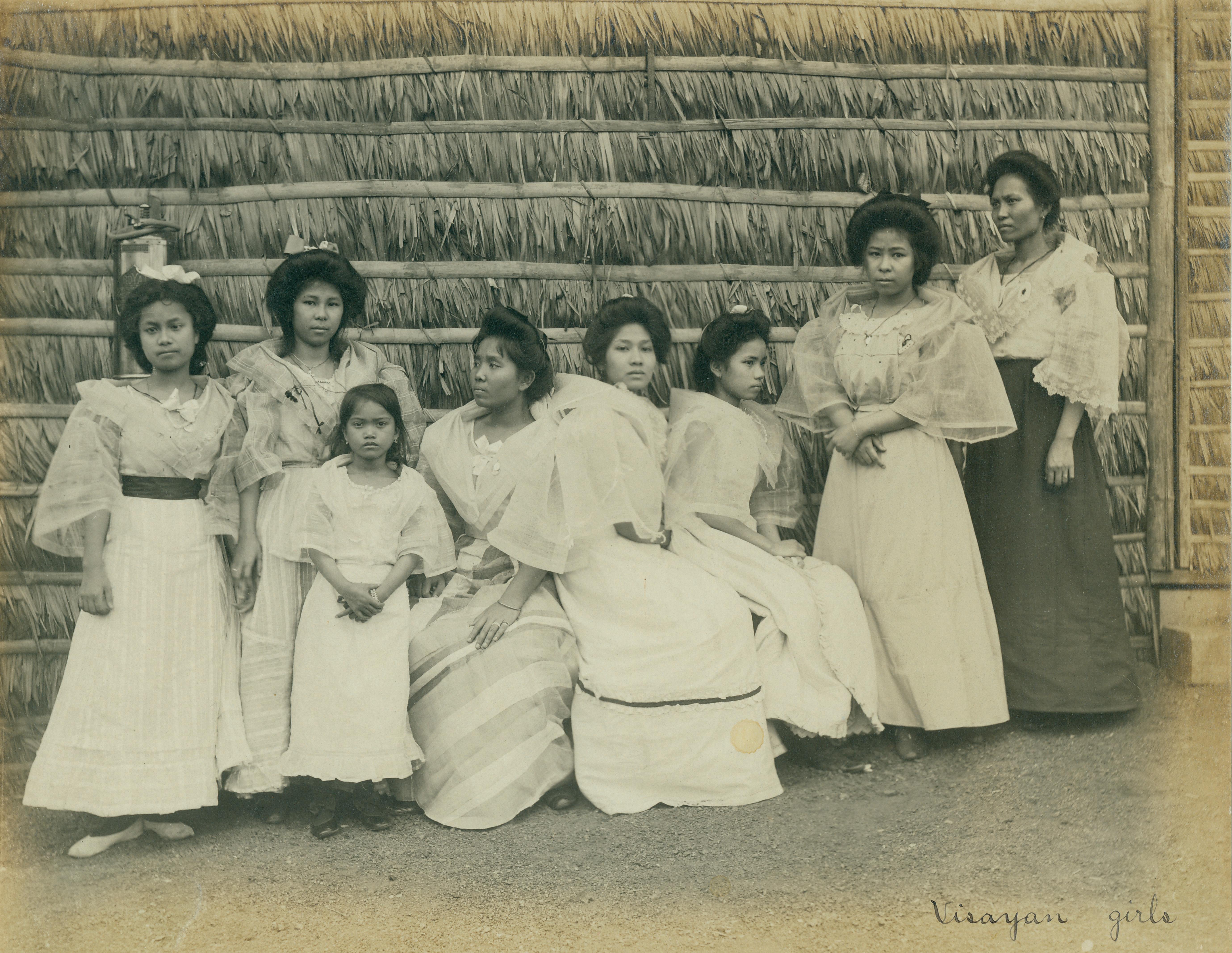
ビサヤの女性たち。1904年

### 民族
マレー系の子孫であるビサヤ人（Bisaya、Visayans とも）が住む。

### 言語
彼らの言語は、西部のイロンゴ語、中部のセブアノ語、東部のワライ語など、互いに違いが大きく様々な種類のあるビサヤ語（en:Visayan languages）の方言である。英語、タガログ語も通じる。